# Asynkryt
Asynkryt – imię męskie pochodzenia greckiego o niepewnej etymologii. Jego patronem jest św. Asynkryt, wspominany razem ze św. św. Herodionem i Flegonem (I wiek).
Imieniny obchodzi 8 kwietnia.